# The Fifth Estate (Band)
The Fifth Estate war eine US-amerikanische R&B-Band.

## Geschichte
Die Gruppe The Fifth Estate bestand zunächst, wie zum Beispiel The Monkees, aus Studiomusikern. Mit dem Song Ding-Dong! The Witch Is Dead hatten sie im Jahr 1967 ihren einzigen Erfolg in den US-Charts und erreichten Platz 11.

## Diskografie (Auswahl)
- 1966: Love Is All A Game
- 1966: Red Bird
- 1967: Ding Dong! The Witch Is Dead
- 1967: The Goofin Song
- 1967: Heigh-Ho